# Slimane
Слиман Небчи (фр. Slimane Nebchi; род. 13 октября 1989, Шель, Сена и Марна, Франция) — французский певец и автор песен, известный под мононимом Slimane. Он выиграл 5–й сезон шоу The Voice-La plus belle voix в 2016 году и с тех пор выпустил свой дебютный альбом и девять синглов. Представитель Франции на песенном конкурсе «Евровидение-2024» с песней «Mon amour», с которой занял 4 место на конкурсе.

## Биография
Слиман Небчи родился 13 октября 1989 года в Шелли, Сена и Марна, Франция. Он имеет алжирское происхождение через дедушку и бабушку, которые эмигрировали в Париж из Бискры и Газауэ. Слиман посещал лицей Jehan de Chelles, позже переехал в Ле-Лил, пригород Парижа, где работал в La société ATEED.
Начал публиковать свою музыку в Интернете, в том числе такие треки, как «Toi et moi», «Je n'y suis pour rien», «Salem» и «Amour Impossible», последний в дуэте с Princesse Sofia. До французского The Voice участвовал в ряде музыкальных конкурсов, таких как: Nouvelle Star в 2009 году, французский X Factor в 2011 году, Encore une chance в 2012 году и 2 сезон Je veux signer chez AZ. Слиман также выступал во время тура Star Music Beach Tour в 2012 году с Ричардом Кроссом.
В 2015 году получил второстепенную роль во французском мюзикле Дидье Барбелевьена «Мария-Антуанетта и шевалье де Мезон-Руж», вышедшем в 2017 году.
В 2016 году, в возрасте 26 лет, Слиман пробовался на 5-й сезон The Voice: la plus belle voix с песней Vitaa «À fleur de toi». Все четверо судей повернули свои кресла, показывая во время шоу, что они хотят провести его до следующего раунда. Певец решил выбрать команду Флорент Пагни. 14 мая 2016 года Слиман стал победителем, набрав 33% голосов и обойдя своего конкурента MB14.
8 ноября 2023 года французский телеканал France Télévisions объявил, что Слиман примет участие в конкурсе «Евровидение-2024» в Мальмё от Франции.